# Hémorragie de privation

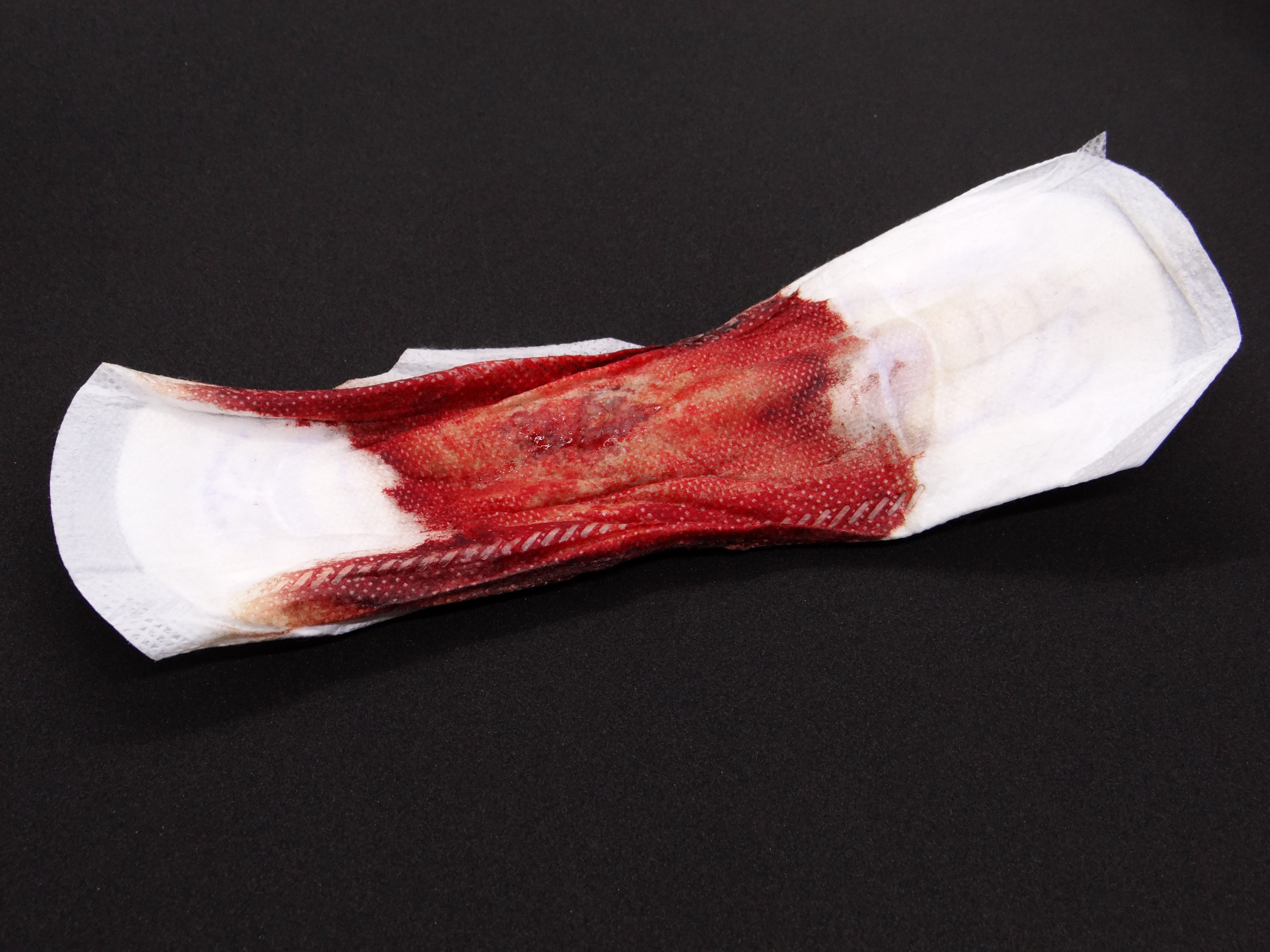
Serviette hygiénique ayant collecté du sang d'une hémorragie de privation.

Une hémorragie de privation est un saignement d'origine utérin par destruction de l'endomètre provoqué par la baisse brutale de la concentration sanguine d'œstrogènes ou d'un progestatif d'origine médicamenteuse, comme une contraception hormonale œstroprogestative (pilule combinée, patch contraceptif ou anneau vaginal). Ces saignements ne doivent pas être confondus avec les règles.
Chez les utilisatrices de contraception œstroprogestative, l'arrêt de la pilule ou du patch est responsable d'une hémorragie de privation souvent confondue avec la menstruation. Il ne s'agit pas d'une menstruation puisqu'il n'y a ni cycle menstruel ni d'ovulation. Cette mauvaise compréhension et l'utilisation abusive du terme de règles à la place de hémorragie de privation est responsable de consultations quotidiennes pour aménorrhée sous pilule, alors qu'il ne s'agit que d'une absence d'hémorragie de privation[réf. nécessaire].
Historiquement, les premières pilules œstroprogestatives sont d'abord prescrites dans les années 1960 en continu, ce qui ne provoque pas de saignement. Cependant, en raison des effets secondaires alors importants, le rythme de prise est adapté et consiste en 21 jours de prise suivis de 7 jours d'arrêt, qui permettent de mimer un cycle menstruel en provoquant des saignements semblables aux règles. Il est désormais possible de choisir d'avoir des hémorragies de privation ou de se passer de saignement sans danger en prenant une contraception oestro-progestative sans interruption.